# Almere Poort
Almere Poort is een stadsdeel in de gemeente Almere, in de Nederlandse provincie Flevoland. In het najaar van 2005 werd het eerste (bedrijfs)gebouw opgeleverd. Almere Poort heeft zijn naam gekregen omdat het (vooral vanuit Amsterdam gezien) de toegang tot Almere en Flevoland moet worden. Almere Poort was niet gepland vanaf het eerste begin van Almere. Het stadsdeel heeft een eigen station en net als de rest van Almere vrije busbanen.
Op 1 januari 2023 telde het stadsdeel 20.785 inwoners, verdeeld over 8.712 woningen, op een oppervlakte van 8,68 km².
Het Aeres College (vmbo/mbo) opende in het schooljaar 2006/2007 zijn deuren in het nieuwe stadsdeel. Verder werd begonnen met een dependance van O.S.G. De Meergronden genaamd Arte College (vwo, havo, vmbo, lwoo en tweetalig havo/vwo). In Almere Poort is in juni 2007 een topsporthal voor betaald volleybal en basketbal (ten bate van VC Allvo en Almere Pioneers) in gebruik genomen. De slogan van het stadsdeel is Almere Poort Strandstad van de Randstad, vanwege de stranden (Almeerderstrand en Zilverstrand) die aan de randen van het stadsdeel liggen. Het karakter van Almere Poort wordt grootstedelijker dan de rest van Almere, en er komt meer nadruk te liggen op de combinatie wonen en werken.
De bouw van de eerste woningen begon in 2007. In 2008 begon de gemeente met de aanleg van een nieuw park in Almere Poort, het Cascadepark. Medio 2014 werd gestart met de bouw van de eerste van de beoogde 3000 woningen in de wijk Duin.

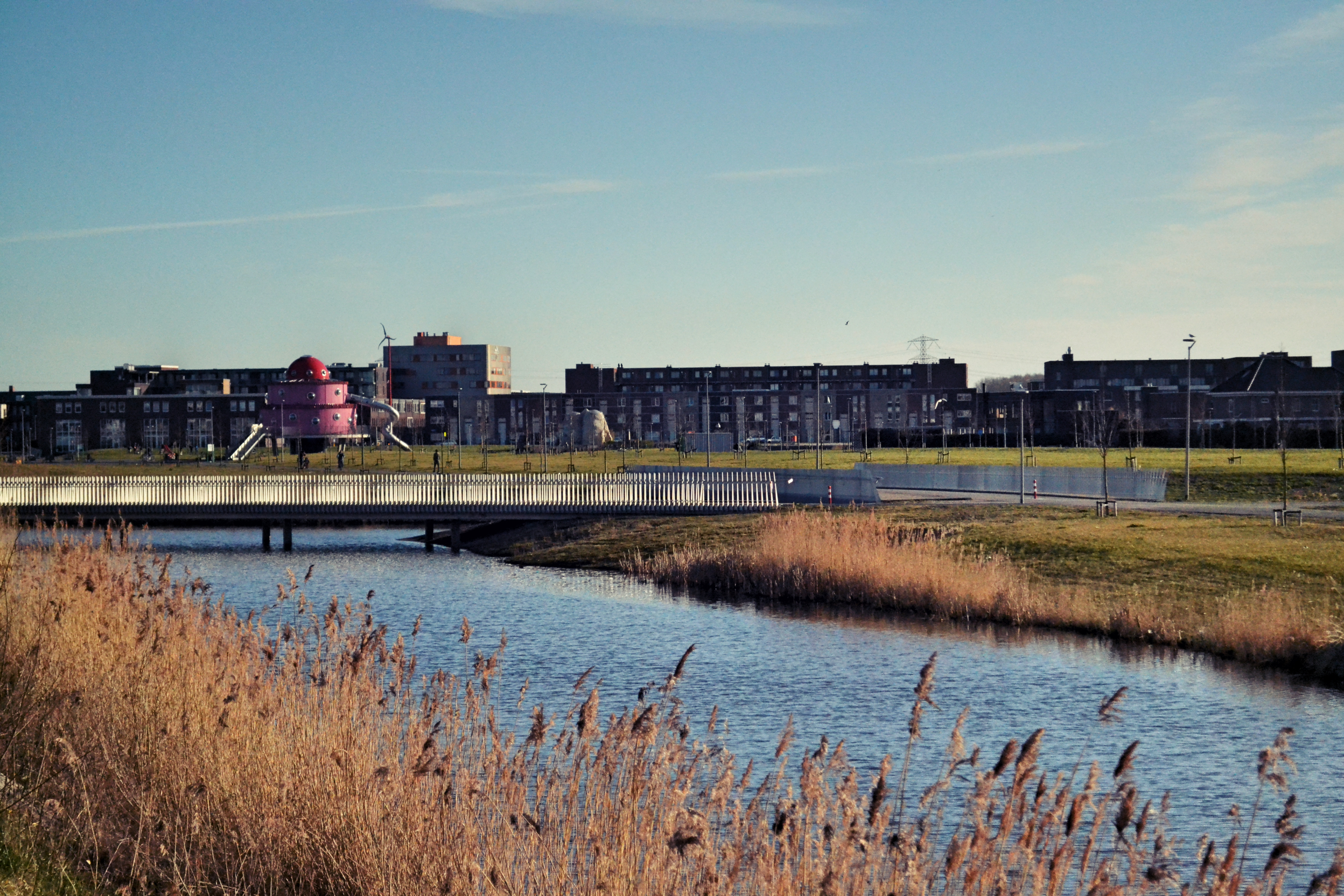
Cascadepark Almere Poort

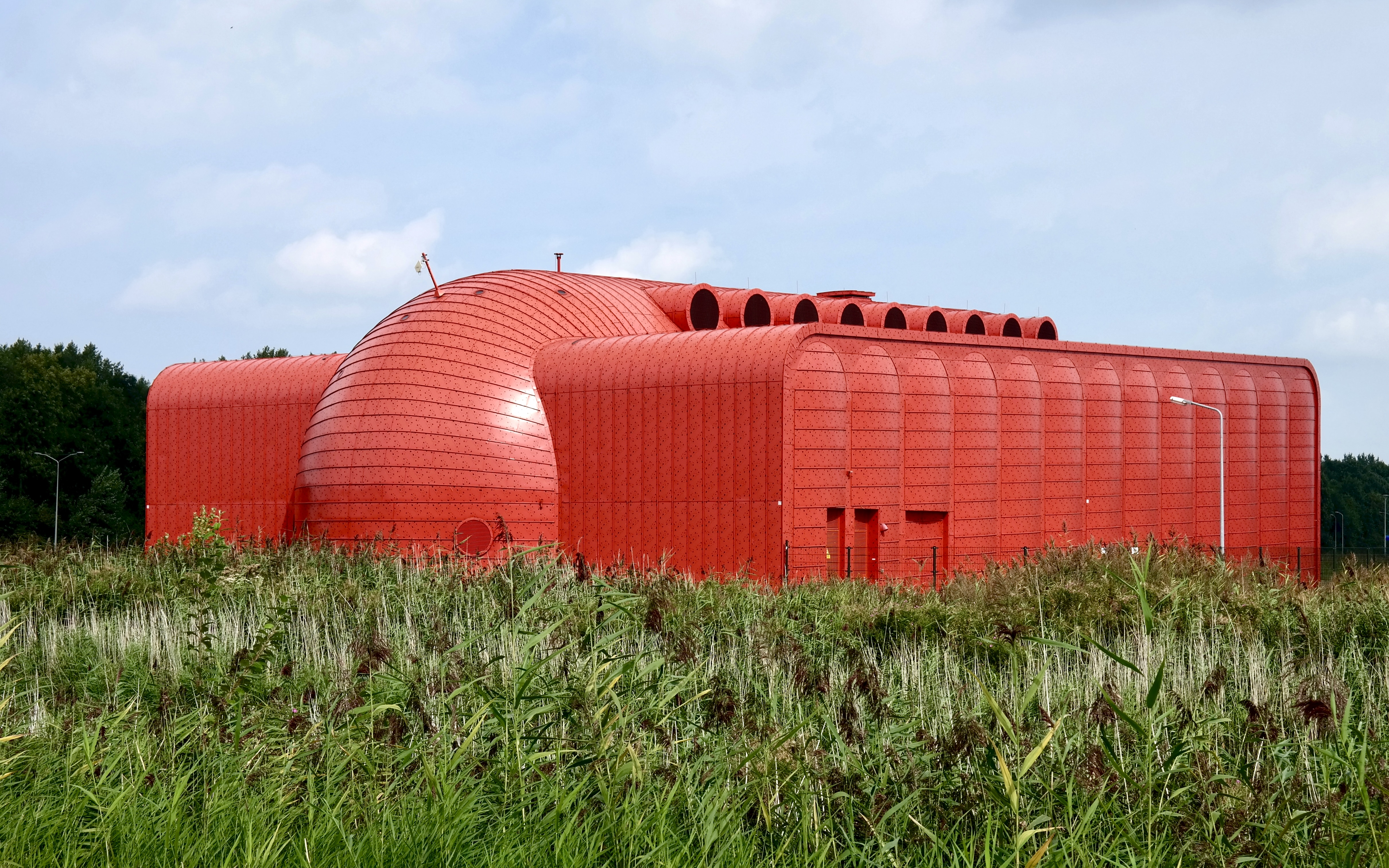
Opvallend Warmteoverdrachtstation van architect Willem Schutter in het noordwesten van Almere Poort

## Wijken
In Almere Poort zijn de volgende wijken ontwikkeld:
- Columbuskwartier
- Duin, ingericht langs de kust van het IJmeer op kunstmatige duinen.
- Europakwartier
  - Europakwartier Noord en Oost (ten zuiden van de spoorlijn) zijn nog in aanbouw.
- Homeruskwartier
- Olympiakwartier
  - Olympiakwartier Oost (ten zuiden van de spoorlijn) is nog in aanbouw. Hier bevindt zich ook het Topsportcentrum Almere.

In Almere Poort komen de volgende groengebieden voor:
- De Pampushout (scheidt Almere Poort van Almere Pampus)
- Het Cascadepark (scheidt Columbuskwartier en Europakwartier van het Homeruskwartier)
- Het Homeruspark (in het Homeruskwartier)
- Het Olympuspark (voorheen De Voortuin; langs de A6)

In Almere Poort zijn de volgende bedrijfsterreinen gevestigd:
- Hogekant
- Lagekant